# Kwantlen
Kwantlen, značajno pleme Stalo Indijanaca s rijeke Fraser kod Fort Langleya u kanadskoj provinciji Britanska Kolumbija. Teritorij i se prostirao između rijeke Stave i ušća južnog rukavca rijeke Fraser. Sela: Kikait, Kwantlen, Skaiametl, Skaiets i Wharnock
Kweantlen populacija iznosila je 125 (1904);  193 (2006.) a locirani su na rezervatima Langley 2, Langley 3, Langley 4, Langley 5, Mcmillan Island 6, Pekw'xe:Yles (Peckquaylis) i Whonnock 1.